# تيم موراي (لاعب هوكي جليد)
تيم موراي هو لاعب هوكي جليد كندي، ولد في 14 نوفمبر 1974 في كالغاري في كندا.

## وصلات خارجية
- تيم موراي على موقع دوري الهوكي الوطني (الإنجليزية)
- تيم موراي على موقع EliteProspects.com (الإنجليزية)
- تيم موراي على موقع HockeyDB.com (الإنجليزية)